# روب سميث (لاعب كرة قدم كندية)
روب سميث هو لاعب كرة قدم كندية كندي، ولد في 3 أكتوبر 1958 في نيو ويستمينيستر في كندا.